# De beata vita
Il De beata vita ("La vita felice") è un dialogo filosofico composto da Agostino d'Ippona nel 386, durante il suo soggiorno a Cassiciaco (oggi probabilmente Cassago Brianza), subito dopo la conversione e prima del suo ritorno a Milano, dove riceverà il battesimo da Ambrogio. 

## Contenuto
L'opera si concentra sul tema della felicità (beatitudine) e la descrive non come il possesso stabile di qualcosa ma come una condizione dinamica di continua tensione a Dio, condotta grazie alla ricerca filosofica.
Il De beata vita è strutturato come un dialogo filosofico in tre libri (o giornate). Nella prima giornata, Agostino introduce il tema della felicità e discute su cosa significhi essere felici. Nella seconda giornata viene sviluppata l'idea che la felicità non consiste nel soddisfare i desideri ma nel possedere il sommo bene. Nella terza giornata si giunge alla conclusione che la vera beatitudine consiste nel tendere a Dio e nel vivere secondo i suoi precetti.
I partecipanti al dialogo includono Agostino stesso, sua madre Monica, suo figlio Adeodato e alcuni amici.

## Edizioni
- La vita beata, in Agostino, Tutti i dialoghi, a c. di G. Catapano, Milano 2006, pp. 5-223.

- De beata vita liber, in Sancti Aureli Augustini Contra Academicos libri tres, De beata vita liber unus, De ordine liber unus, rec. P. Knöll (CSEL, LXIII), Wien-Lepizig 1922, pp. 87-116.
- De beata vita, cura et studio W. M. Green, in Sancti Aurelii Augustini Opera, pars II, 2 (CCL, XXIX), Turnholt 1970, pp. 63-85.